# 徐諫
徐諫（1445年—？），字廷忠，浙江紹興府餘姚縣人，民籍，明朝政治人物。

## 生平
浙江鄉試第五十七名舉人。成化十七年（1481年）中式辛丑科會試第十二名，三甲第十六名進士。

## 家族
曾祖徐伯誼；祖父徐𨌥；父徐端，母舒氏。重庆下。